# Економіка Кіпру

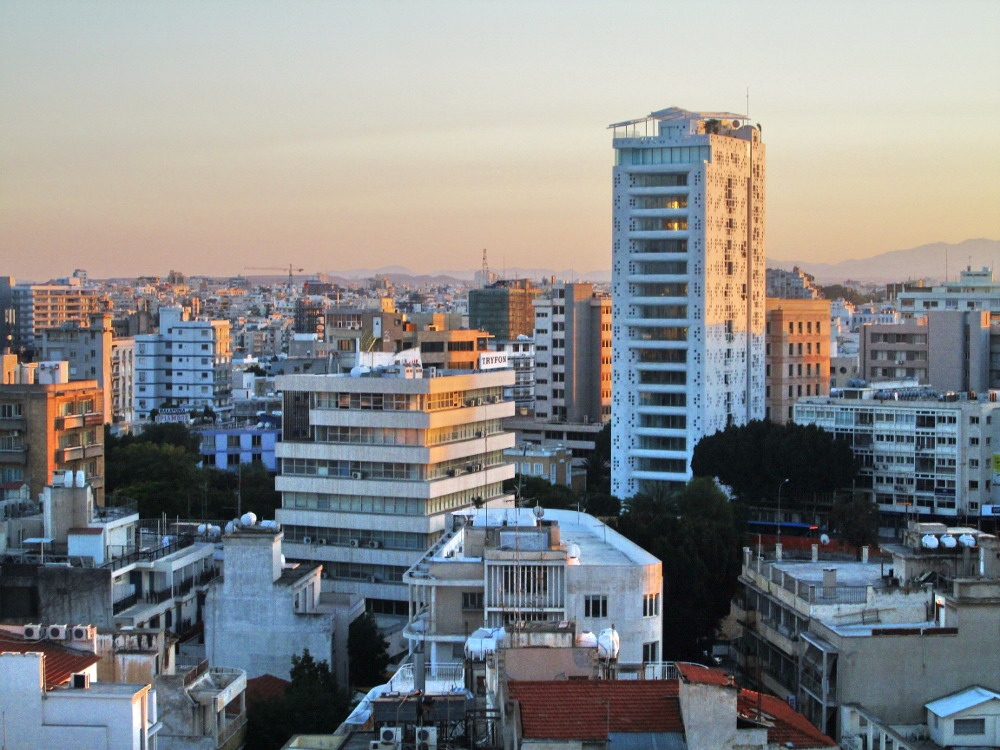
Нікосія є фінансовим центром острова

Кіпр тривалий час був сільськогосподарською країною, індустріалізація розпочалася лише у 1960-х роках. У 1990-х роках понад 3/4 експорту з грецької зони становили такі товари, як тканини, готовий одяг, взуття, продовольство і напої, хімічні продукти, машини і устаткування, меблі. На долю сільськогосподарських товарів припадало 8% експорту. Важливу роль відіграють судноплавство і реекспорт. Основні предмети імпорту — продовольство, паливо, автомобілі й промислові вироби. Істотну роль в економіці відіграє сфера послуг (64% зайнятих). Великий дефіцит торговельного балансу покривається за рахунок доходів від туризму, які наприкінці 1980-х років стали найбільшим джерелом валютних надходжень. На півдні країни туризм набув величезного значення після того, як Туреччина ввела свої війська у північні райони і там було закрито багато готелів. У 1996 на півдні Кіпру побувало 2,5 млн.туристів, на півночі — близько 0,4 млн. (у тому числі близько 0,3 млн. — з Туреччини).
Основні сільськогосподарські продукти — цитрусові, картопля, тютюн і виноград, решта — насіння рожкового дерева, маслини, пшениця, ячмінь і овочі. Більш як 80% сільськогосподарської продукції надходило з північних районів, які контролювалися з 1974 турецькими військами. Грецька громада на півдні розвивала передові методи ведення сільського господарства, включаючи екстенсивне зрошування. У промислових масштабах здійснюються лісозаготівлі і лов риби.

## Історія
З давніх часів на Кіпрі видобувалася мідь (сама назва острова виникла від слова «мідь»). Розробляються також родовища піриту, умбри, азбесту і хрому, однак наприкінці ХХ ст. значення гірничодобувної промисловості дуже скоротилося.
Події 1967 на Близькому Сході змусили багато транснаціональних компаній перевести свої представництва з цього регіону на Кіпр. Британські і американські фірми є провідними іноземними інвесторами. У грецькій зоні більшість робітників об'єднано у профспілки. Рівень безробіття у 1990-х роках помірний або низький (3,1% в 1996), що було характерним і для попередніх 20 років. Причиною цього є значна еміграція.
Протягом 1990-х років економіка південної частини острова динамічно розвивалася. ВНП зріс у 1,5 раза Швидкими темпами зростала зовнішня торгівля. Збільшився експорт та імпорт Республіки Кіпр Темпи інфляції на цей час становили від 3 до 6% на рік.
Північна частина острова стикається з великими економічними проблемами, незважаючи на значну допомогу Туреччини. ВНП на душу населення становив 3,5 тис.дол.; вартість імпорту в середині 1990-х років — 0,3 млрд дол., експорту — 0,07 млрд дол. Темпи інфляції досягали 60%.
За даними на 2003 ВВП Кіпру ділиться на ВВП греків-кіпріотів (9,4 млрд дол. США або 15000 дол. на душу населення) і ВВП турків-кіпріотів (787 млн дол. США або 6000 дол. на душу населення). Також ділиться і ВВП по секторах: для греків-кіпріотів частка сільського господарства становить 4,6%, індустрія — 19,9% і стільки ж для служб (19,9%). Для турків кіпріотів: сільське господарство — 75,5%, індустрія і промисловість — 20,7% і 71% інші служби.
2009 рік був кризовим роком також і для економіки Кіпру. У 2010 році країна поступово виходила з кризи. Дії Кіпру у сфері економіки в 2010 році Європа охарактеризувала як «нерішучі». Вони не виявилися достатніми, щоб повністю вийти з кризи.
В цілому економічна ситуація в країні не погіршала. Якщо розглядати різні галузі економіки, то ринок фінансових послуг, банківську сферу і туризм можна сміливо віднести до категорії тих, що виграли в 2010 році. Ці галузі внесли значний внесок до економіки Кіпру. Особливо виділяється серед них сфера туризму.
Завдяки подальшому розвитку туризму, ринку нерухомості і фінансового ринку, в недалекому майбутньому Кіпру вдасться зайняти гідну позицію на міжнародній арені.
Економісти звертають увагу на високий показник безробіття у 2010 році, особливо серед дипломованих фахівців і дефіцит бюджету. Саме у ці сфери необхідно інвестувати засоби, оскільки в них спостерігаються великі перспективи розвитку, а це, у свою чергу, приведе до зміцнення економіки Кіпру в цілому.

## Основні економічні показники 2010 року
Індекс споживчих цін 114,6 (листопад 2010)
Інфляція 1,5% (листопад 2010/09)
Рівень зайнятості (20-64 років) 75,7%
Рівень безробіття 6,4%
Кількість зареєстрованих безробітних 25 021 (листопад 2010)
ВВП (у поточних цінах) 4,39 млрд євро
Зростання ВВП (у фіксованих цінах) 1,8% липня-вересня 2010/09

## Валюта
Грошова одиниця — євро (до 1 січня 2008 р. — кіпрський фунт). На півночі в обігу — турецька ліра.

## Зовнішні посилання
- Cyprus Economic Development, каталог посилань Open Directory Project